# ايي ناوتورا
(اسم العائلة في هذا الأسم الياباني هو ايي)
ايي ناوتورا (توفيت في 12 سبتمبر 1582) كانت داي-ميو (التسمية التي تطلق على كبار الزعماء الإقطاعيين في اليابان) خلال فترة سينغوكو.  كانت الابنة والطفلة الوحيدة لايي ناوموري، الزعيم الثامن عشر لعشيرتهم. في البداية كانت رئيسة عشيرة ايي ومسؤولة عن قبيلة إيماغاوا وبسبب جهودها أصبحت داي-ميو وحصلت على لقب ” صاحبة الأرض“. (女 地頭).
كأحد أقارب ليدي تسوكياما (الزوجة الأولى لتوكوغاوا إياسو)، غيرت ناوتورا ولائها إلى عشيرة ماتسودايرا في مقاطعة ميكاوا. عشيرة ايي التي تحميها ناوتورا كوصية ايي ناوماسا، ازدهرت لأكثر من 200 عام وأصبحت واحدة من عشائر الساموراي الرئيسية التي شكلت شوغونية توكوغاوا.

## حياتها
ناوتورا كانت ابنة ايي ناوموري، قائد مدينة اينويا بمنطقة توتومي، وقد هُزم من قبل إيماغاوا يوشيموتو وأصبح بعدها تابعا لعشيرة إيماغاوا.
عائلة ايي لم تملك وريث ذكر ليخلف العائلة لذلك عم ناوتورا ايي ناوميتسو حاول خطبة ابنه ايي ناوتشيكا لها لأجل وراثة المنصب. ومع ذلك حاول ناوميتسو التمرد ضد حكم إيماغاوا. قام مجهولون من عشيرة إيماغاوا بإرسال تقرير عن مخططات ناوميتسو إلى إيماغاوا، الذي أمر ناوميتسو وابنه ناوشيكا بقتل انفسهم. فتوفي ناوميتسو، لكن ناوتشيكا، الذي كان شابًا، كان محميًا من قِبل راهب بوذي يدعى نانكي. نجح ناوتشيكا في الفرار إلى منطقة شينانو. ثم أصبحت ناوتورا كاهنة في العاشرة من عمرها وسميت بأسم ” جيرو هوشي次郎法師 “من قبل الراهب نانكي.
توفي ناوموري ويوشيموتو في معركة أوكيهازما في عام 1560، وعشيرة إيماغاوا فقدت السلطة وأصبحت المقاطعة في فوضى. حينها عاد ناوتشيكا إلى إينويا بعد حوالي عشر سنوات من مغادرته، وكان قد تزوج بالفعل من امرأة أخرى في المنفى ولم يستطع الزواج من جيرو هوشي لكونها راهبة.
كان ناوتشيكا قد حكم العشيرة مؤقتًا لكنه، مثل والده، خطط للتمرد ضد إيماغاوا. مرة أخرى قام خونة مجهولون بنقل أخبار عن الخطط التي قُتلت إلى إيماغاوا وناوتشيكا على يد إيماغاوا أوجيزاني في عام 1560. ويُقال إنه قُتل بسبب تقرير مجهول من أونو ميشيوشي. في عام 1563 ايي ناوهيرا (جد ناوتورا) وبعض رجال العشيرة لاقتحام قلعة هيكوما لإثبات ولائهم لعشيرة إيماغاوا. دعت أوتازو نو كاتا زوجة إيو تسوروتاتسو (سيد قلعة هيكوما) نوهيرا إلى لقاء مع زوجها وخططت لاستئصاله للمطالبة في  بروزها في توتومي. في 18 من سبتمبر، وضعت أوتازو نو كاتا السم في شاي نوهيرا وتوفي بعد فترة وجيزة. بعد وفاة نوهيرا والكثير من العقبات، عادت جيرو هوشي إلى الحياة العادية وتخلت عن حياتها كراهبة واتخذت لنفسها الاسم الذكوري ناوتورا وأعلنت نفسها كرئيسة لعشيرة ايي.

## فتره الحكم
تبنت أبنة وأبن ناوتشيكا، تاكاسي وايي ناوماسا. وقامت ناوتورا بتأمين مستقبل ناوماسا لينجح بخلافتها.
خلال الأيام الأولى من حكمها، حاولت ناوتورا غالبًا التوسط مع إيماغاوا أوجيزاني وجدته جوكي-ني، في ذلك الوقت كانت عشيرة إيماغاوا في على وشك القتال مع عشيرة ايي. توكوغاوا إياسو وهو المسؤول السابق عن عشيرة إيماغاوا قد حارب أوجيزاني. نجح إياسو في تشكيل تحالف مع اودا نوبوناغا بعد وفاة يوشيموتو عام 1560. كانت زوجة اياسو هي السيدة تسوكياما، التي كانت من عائلة إيماغاوا وقريبة ناوتورا.
في عام 1564، نينو تشيكانوري المسؤول عن قبيلة ايي قاد حصار على قلعة هيكوما ليثبت ولاء ناوتورا لإيماغاوا أوجيزاني، اوتازو وتسوروماتسو قاتلوا دفاعاً عن القلعة وقتل تشيكانوري. كان من المفترض أن تواجه ناوتورا صعوبة في تأمين قيادة العشيرة بسبب المقاومات التي لا تعد ولا تحصى بسبب عشيرة إيماغاوا، لذلك سعت بشكل مجهول للحصول على الدعم من العشائر الأخرى. بعد تهديدات عديدة من أصحاب إيماغاوا إلى ايي، أصبحت ناوتورا في النهاية حلفية إياسو شاركت بنشاط في إنجازات عشيرة ماتسودايرا في مقاطعة توتومي وميكاوا.

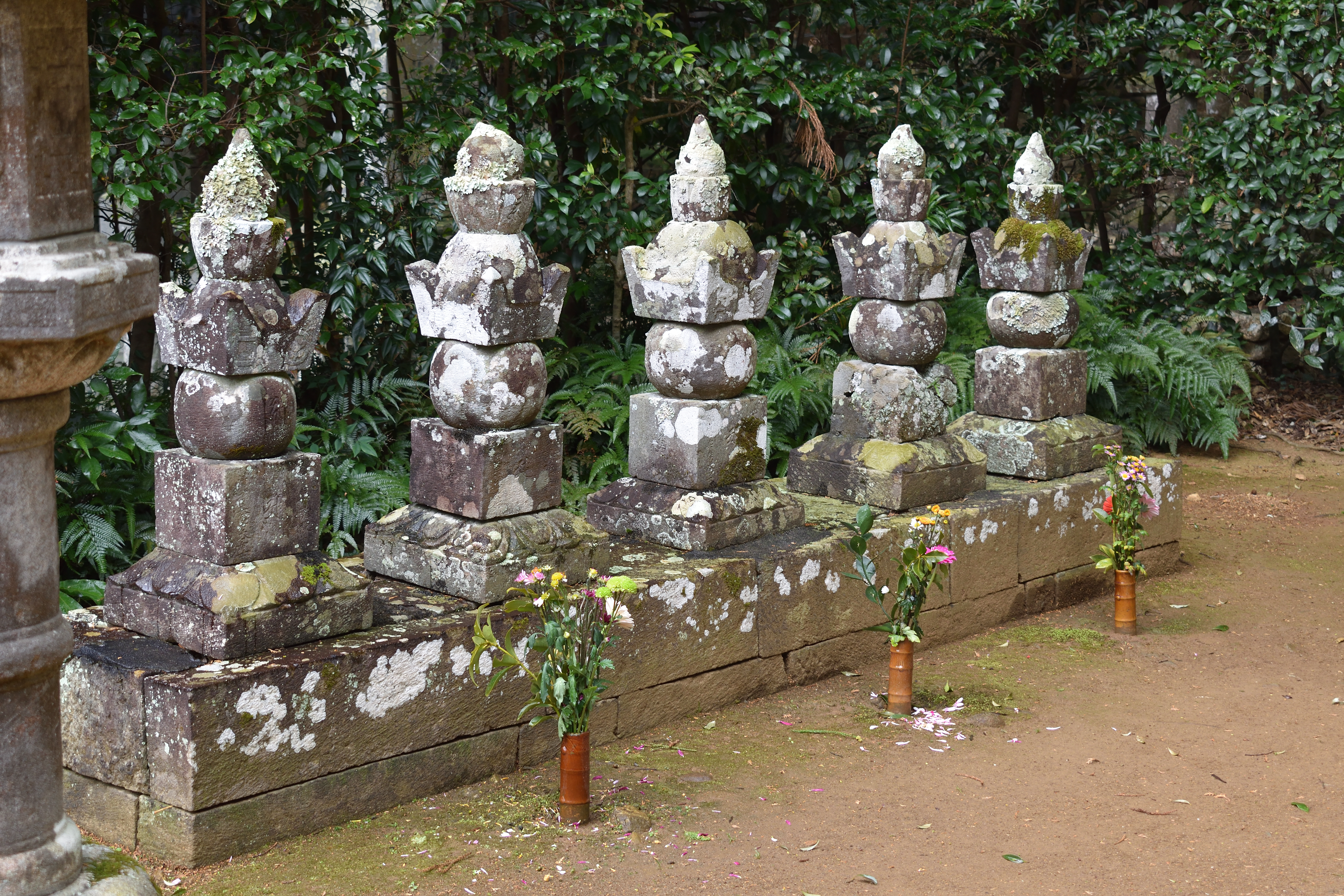
قبر ناوتورا وأفراد عائلة ايي.

كانت تصرفات ناوتورا مهمة لعشيرتها. حصلت على استقلال عشيرة ايي بعد أكثر من قرنين من خدمة إيماغاوا. غالبًا ما يتم تصوير ناوتورا على أنها «قائدة غير تقليدية» بسبب استراتيجياتها العديدة ومحاولاتها غير العادية لحماية وازدهار مجالها وشعبها. تم تسجيل أن ناوتورا، كونها راهبة سابقة، غالبًا ما تصرفت لتجنب المعارك، وكسبت احترام العديد من المدنيين. شاركت بنشاط في نجاح مسيرة إياسو التي أصبح فيما بعد أول شوغون لشوغونية توكوغاوا.
في عام 1568، توفيت جوكي -ني ودخل إيماغاوا في أزمة كبيرة مجددا، وبعد عام استسلم أوجيزاني لعشيرة إياسو ماتسودايرا. قاد إياسو حصارًا لقلعة هيكوما واستولى عليها من اوتازو نو كاتا. يقال إن ناوتورا شاركت في هذه المعركة للانتقام لموت جدها الأكبر، لكنها ربما تكون مجرد قصة من فترة إيدو. في نفس العام، أخرجها أونو ميتشيوشي، حليفها، من قيادة إينويا بمساعدة من مسؤولي عشيرة إيماغاوا. هربت إلى معبد رييتان جي في هاماماتسو. خلال أيامها في هاماماتسو، حصلت ناوتورا على مساعدة إياسو واستعادت قلعة إينويا. أُعدم ميكيوشي وعرضً رأسه أمام العامة.   
في عام 1572، قام تاكيدا شينغن شخصيا بغزو لإينويا وغيرها من القلاع في توتومي وميكاوا. وقعت معركة ميكاتاجاهارا بالقرب من منطقة ناوتورا. بعد أيام من المقاومة، سلمت ناوتورا قلعة إينويا للعدو لتوقف سفك الدماء. في1573، مرض شينغن ومات في منطقة ناوتورا. جيش عشيرة تاكيدا تراجع من إينويا وناوتورا عاد إلى ديميو. في عام1582، توفيت ناوتورا بسبب المرض ودُفنت في معبد رييتان-جي. ابن ناوتشيكا، الشهير ايي ناوماسا الذي تبنته، خلفها بعد وفاتها.   
- - صورها كو شيباساكي في دراما التايقا لعام 2017 لقناة NHK (ناوتورا: سيدة الحرب (お ん な 城主 直 虎).
  - ظهرت ايي ناوتورا في ألعاب الفيديو Capcom Sengoku Basara 4 و Sengoku Basara: Sanada Yukimura-Den ،
- ظهرت في ألعاب الفيديو Koei Tecmo Samurai Warriors 4 و Warriors Orochi 4 و Dead or Alive 5 Last Round و Warriors All-Stars
- ظهرت شخصية ايي ناوتورا في الحلقة 27 من Meow Meow Japanese History.